# Enrico Prampolini
Enrico Prampolini (Modena, 20 aprile 1894 – Roma, 17 giugno 1956) è stato un pittore, scultore, scenografo e costumista italiano.

## Biografia

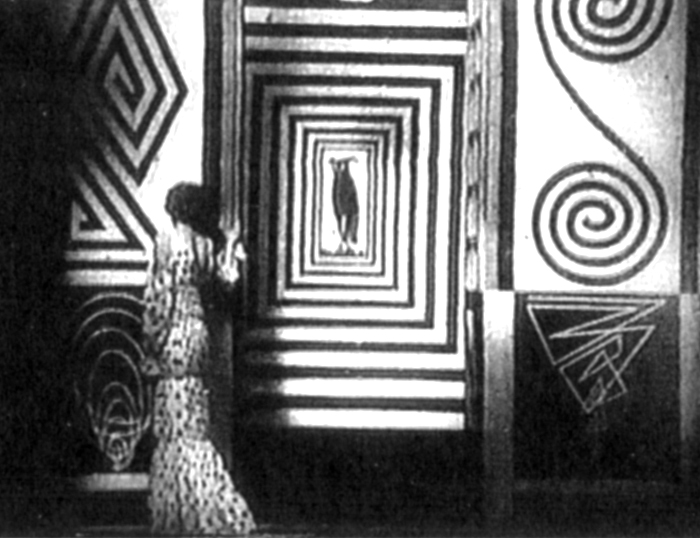
Scenografia futurista del film Thaïs

Allievo di Duilio Cambellotti all'Accademia delle belle arti di Roma, fu un esponente di primo piano del Futurismo ed ebbe stretti contatti con i rappresentanti delle avanguardie artistiche europee, con il dadaismo con la Section d'Or, il Bauhaus, il De Stijl, il gruppo Abstraction-Création, con Pablo Picasso, Piet Mondrian, Vasilij Kandinskij e Jean Cocteau, operando teoricamente e praticamente anche nel settore dell'architettura.
Dal 1913 per un periodo collabora con la rivista mensile milanese Varietas. Il 10 febbraio 1914 fu iniziato in Massoneria nella Loggia Giosuè Carducci di Reggio Emilia. Nel 1917 fonda con Bino Sanminiatelli la rivista Noi, a cui collabora anche Renato Fondi, e nello stesso anno cura le scenografie per i film di ispirazione futurista Thaïs e Perfido incanto entrambi diretti da Anton Giulio Bragaglia, per i quali crea interni di tipo onirico e soffocante, anticipando, secondo alcuni commentatori i contenuti del cinema d'avanguardia francese e russo e dell'espressionismo tedesco.
Prampolini occupa un posto a sé nel panorama europeo dell'arte astratta, caratterizzandosi per il suo profondo interesse per il dinamismo e l'organicismo, che si manifesta negli anni trenta e quaranta in visioni cosmiche e oniriche. Nel 1927 fonda il Teatro della Pantonima futurista, in seguito nel 1928 concepisce il Padiglione Futurista all'Esposizione del Valentino a Torino, eseguito da Fillia e Pino Curtone.
Sempre con Fillia realizza nel 1933 un grande mosaico Le comunicazioni per la torre del Palazzo delle Poste della Spezia. Nel 1934 organizza, con Fillia e Defilippis, a Genova, la Prima Mostra di Plastica Murale per l'Edilizia Fascista, fortemente voluta da Marinetti, risultandone infine vincitore con l'opera Sintesi cosmica dell'Italia fascista, davanti ad Alf Gaudenzi e Giovanni Braggion.
Negli anni '30 e '40, assieme ad artisti come Fortunato Depero, Mario Sironi e Filiberto Sbardella, è tra i più prolifici disegnatori della nota Rivista illustrata del Popolo d'Italia.
Dopo l'esperienza futurista realizza anche opere polimateriche e, sempre alla ricerca del divenire della materia, dipinge opere bioplastiche, in cui appare talora influenzato da visioni del microcosmo. Suo intento fu, come disse lui stesso, esprimere le estreme latitudini del mondo introspettivo.
Prampolini, assieme a Alberto Magnelli, Mauro Reggiani, Atanasio Soldati, può considerarsi il pioniere dell'astrattismo in Italia. 
Muore nel 1956 ed è sepolto nel Cimitero del Verano.
Nel 1963-64 una sua opera è esposta alla mostra Peintures italiennes d'aujourd'hui, organizzata in medio oriente e in Nordafrica.

### Produzione scenografica
La sua produzione più tipica è da ricercare nei bozzetti per scenografie: fu anche titolare della cattedra di scenografia all'Accademia di Brera. Nel 1944 è segretario del Sindacato italiano scenografi, nel 1945 diviene direttore artistico della Compagnia Balletti Russi Alanova, con la quale progetta costumi e scene per le varie rappresentazioni in vari teatri italiani. Tra le sue innumerevoli interessanti opere particolarmente suggestiva è Maternità cosmica, conservata alla Galleria Nazionale d'Arte Moderna di Roma.
L'archivio personale dell'artista è stato donato dagli eredi al Centro Ricerca e Documentazione Arti Visive del Comune di Roma nel 1992 ed è consultabile on-line nell'ambito del progetto Archivi del Novecento.

## Opere
- Beguinage, 1914
- La geometria della voluttà, 1923
- Marinetti polimaterico, 1924
- Ritratto di Marinetti, 1925
- Sintesi plastica del Duce, 1925
- Sintesi cosmica dell'Italia fascista, 1934
- Apparizione dell'essere unicellulare, 1935
- Figura nello spazio I (Organismo nello spazio), 1937
- Rarefazione siderale, 1940
- Composizione, 1951

## Enrico Prampolini nei musei

### Nei musei d'Italia
- Fondazione Biscozzi Rimbaud, Lecce
- MAGI '900 -, Pieve di Cento - Bologna
- Museo d'arte MAGA di Gallarate (VA)
- Museo Novecento, Firenze
- Collezione Roberto Casamonti, Firenze
- Galleria nazionale d'arte Moderna e contemporanea, Roma
- Museo d'arte moderna e contemporanea di Trento e Rovereto - MART, Rovereto
- Galleria Civica d'Arte Moderna e contemporanea Torino GAM, Torino
- Galleria Civica di Modena, Modena
- Museo Palazzo Ricci, Macerata
- Wolfsoniana, Genova Nervi

### Nei musei esteri
- Brooklyn Museum, New York
- MOMA, New York
- Museo Solomon R. Guggenheim, New York

## Spettacoli di danza
- Tiepolesco, musiche di V. Tommasini, coreografie di Alanova, scene e costumi di Enrico Prampolini, Roma 1944.
- Tiepolesco, di V. Tommasini, recital di Alanova, Teatro San Carlo di Napoli, costumi e scene di Enrico Prampolini 1945.
- Il mandarino meraviglioso, musica di Béla Bartók, coreografia di Aurel Milloss, scene e costumi di Enrico Prampolini, Milano, Teatro alla Scala, 1942.